# Лесковець (Врачанська область)
Леско́вець (болг. Лесковец) — село у Врачанській області Болгарії. Входить до складу общини Оряхово.

## Населення
За даними перепису населення 2011 року у селі проживали 656 осіб, усі — болгари.
Розподіл населення за віком у 2011 році:
Динаміка населення: